# Willem Dolphyn

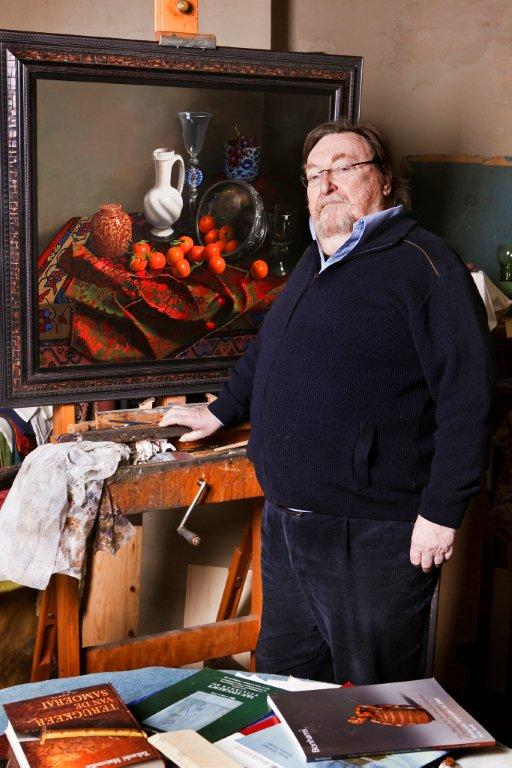
Willem Dolphyn in zijn atelier in 2009

Willem Leo Jan Dolphyn (Antwerpen, 17 mei 1935 – aldaar, 21 januari 2016) was een Belgisch kunstschilder. Hij was de zoon van Victor Dolphyn en Anna De Ridder, kleinzoon van Alfons De Ridder (de schrijver en dichter Willem Elsschot) en vader van kunstschilder Walter Dolphyn. Samen met zijn vader maakte hij deel uit van de schildersgroep "Nieuw-Klassieke Antwerpse School".

## Leven en werk
Willem Dolphyn was gespecialiseerd in stillevens, die bestaan uit objets d'art, bloemen, noten en fruit, of andere etenswaren. Zijn speciaal kleurgebruik en lichteffecten maken zijn stijl heel herkenbaar.
Hij begon zijn artistieke loopbaan in 1950 als leerling van de Koninklijke Academie voor Schone Kunsten van Antwerpen bij achtereenvolgens Carlo De Roover, Antoon Marstboom, Gustave De Bruyne en directeur Julien Creytens. In 1956 werd hij de jongste leerling ooit van het Nationaal Hoger Instituut voor Schone Kunsten van Antwerpen.
In 1952 nam hij op 17-jarige leeftijd voor het eerst deel aan een groepstentoonstelling, in de Arenbergstraat te Antwerpen. Hij zeilde de ganse wereld rond en bezocht vele steden. In dezelfde periode werkte hij voor de wereldtentoonstelling van Brussel Expo 58 en ontwierp hij in 1960 postzegels voor de Belgische posterijen. Hij tekende en verluchtte talloze boeken voor diverse uitgevers. Met zijn vriend, de tekstschrijver Jo Lagrillière, maakte hij onder de pseudoniemen Dollière en Lagriphyn de driedelige stripreeks Jan Zonder Vrees.
In 1963 werd hij vader van Walter, die ook schilder werd, en verhuisde hij zijn atelier definitief naar de Venusstraat 13 te Antwerpen. Een jaar later werd hij benoemd tot leraar van de Stedelijke Kunst Academie van Mol. Als bijverdienste richtte hij zich op gespecialiseerde illustraties voor wetenschappelijke boeken en verluchtte hij het maandblad voor de jeugd Clio.
Samen met zijn vader Victor richtte hij in 1974 een schildersgroep op, de "Nieuw-Klassieke Antwerpse School", waartoe onder anderen ook Ferre van Gysel en Willy Vandekerckhove behoorden. In 1979 werd hij benoemd tot leraar aan de Koninklijke Academie voor Beeldende Kunsten te Berchem (Antwerpen). De doorbraak van Willem Dolphyn kwam in 1983 met een tentoonstelling in Zierikzee, gevolgd door succesvolle tentoonstellingen in onder meer Den Haag, Londen en Monte Carlo, Japan en de Verenigde Staten. In 1995 was hij cultureel ambassadeur voor de stad Antwerpen.
In 2008-2009 schilderde hij een groot panoramisch zicht van de rede van Antwerpen, dat hij aan de stad Antwerpen schonk. Hij bleef actief als kunstenaar tot kort voor zijn overlijden.
- Digitale Bibliotheek voor de Nederlandse Letteren: dolp001
- Gemeinsame Normdatei: 137020147
- International Standard Name Identifier: 0000 0001 1475 9913
- Library of Congress Control Number: nb2005017499
- Nederlandse Thesaurus van Auteursnamen: 070967385
- Système universitaire de documentation: 088073041
- Union List of Artist Names: 500188639
- Virtual International Authority File: 81268717
- WorldCat: E39PBJktqVyVvmjDDbc7T3MXVC